# Таловая (приток Осиновки)

Таловая — река в России, протекает в Жердевском районе Тамбовской области. Правый приток Осиновки.

## География
Река Таловая берёт начало к западу от деревни Цветовка. Течёт на восток по открытой местности. Устье реки находится западнее города Жердевка в 6,2 км по правому берегу реки Осиновка. Длина реки составляет 13 км.

## Данные водного реестра
По данным государственного водного реестра России относится к Донскому бассейновому округу, водохозяйственный участок реки — Савала, речной подбассейн реки — Хопер. Речной бассейн реки — Дон (российская часть бассейна).
По данным геоинформационной системы водохозяйственного районирования территории РФ, подготовленной Федеральным агентством водных ресурсов:
- Код водного объекта в государственном водном реестре — 05010200312107000007188
- Код по гидрологической изученности (ГИ) — 107000718
- Код бассейна — 05.01.02.003
- Номер тома по ГИ — 07
- Выпуск по ГИ — 0